# کریستوفر اسکولیز
کریستوفر اسکولیز (انگلیسی: Christopher Scolese؛ زادهٔ ۱۹۵۶) یک سیاست‌مدار اهل ایالات متحده آمریکا است. وی در سال ۲۰۰۹ میلادی به مدت ۱۷۶ کفیل مدیر کل سازمان فضایی ناسا بود. اسکولیز هم‌اکنون به عنوان مدیر کل مرکز پروازهای فضایی گودارد وابسته به سازمان فضایی ناسا مشغول به فعالیت است. او توسط دونالد ترامپ به عنوان نامزد ریاست دفتر ملی شناسایی منصوب شده‌است.